# Co-cathédrale Saint-Jean-Baptiste de Miragoâne
 (décembre 2023).
Si vous disposez d'ouvrages ou d'articles de référence ou si vous connaissez des sites web de qualité traitant du thème abordé ici, merci de compléter l'article en donnant les références utiles à sa vérifiabilité et en les liant à la section « Notes et références ».
Pour les articles homonymes, voir Cathédrale Saint-Jean-Baptiste.
La co-cathédrale Saint-Jean-Baptiste est une cathédrale catholique située à Miragoâne, en Haïti. Elle fut construite en style gothique avec le sable qui lestait les navires venus de Saint Malo (France) pour chercher les produits de la colonie haitienne.
Elle est depuis 2008 le siège du diocèse de Nippes.